# Cloniella zambesica
Cloniella zambesica är en insektsart som beskrevs av Johann Heinrich Kaltenbach 1971. Cloniella zambesica ingår i släktet Cloniella och familjen vårtbitare. Inga underarter finns listade i Catalogue of Life.